# Estación de Casetas
Casetas es una estación ferroviaria situada en el barrio de Casetas en la ciudad española de Zaragoza. Cuenta con servicios de Media Distancia y forma parte de la línea C-1 de la red de Cercanías Zaragoza operada por Renfe. Las instalaciones cumplen también funciones logísticas.
Históricamente, Casetas ha constituido un nudo ferroviario en el que se bifurcan dos importantes ejes ferroviarios que permiten el enlace de Zaragoza con la Meseta, el Cantábrico y Cataluña. Esto se ha traducido en la existencia de un importante tráfico de pasajeros y mercancías. Debido a ello, la estación dispuso de importantes instalaciones ferroviarias, que incluían una amplia playa de vías, muelles de mercancías, etc.

## Situación ferroviaria
Casetas es una estación de bifurcación situada a 209,9 metros de altitud en la que confluyen dos importantes líneas clásicas de ancho ibérico:
- Línea férrea Madrid-Barcelona, punto kilométrico 327,5.[2]
- Línea férrea Casetas-Bilbao, punto kilométrico 15,4.[3]

## Historia
La estación fue inaugurada el 25 de mayo de 1863 con la apertura del tramo Medinaceli - Zaragoza de la línea férrea Madrid-Zaragoza por parte de la Compañía de los Ferrocarriles de Madrid a Zaragoza y Alicante o MZA.
No tardaría en llegar una prolongación entre Zaragoza y Casetas (como primer paso de la futura conexión con Navarra) obra de la Compañía de Ferrocarril de Zaragoza a Pamplona, que, tras su fusión con la compañía del ferrocarril de Zaragoza a Barcelona, daría lugar a la Compañía de los Ferrocarriles de Zaragoza a Pamplona y Barcelona. El 1 de abril de 1878 esta última se vio obligada a aceptar una fusión con Norte dada su delicadísima situación económica.
En 1922, el fuerte tráfico que se concentraba en Casetas obligó a Norte y a MZA a buscar soluciones para descongestionar la estación. La solución encontrada pasó por habilitar el empalme de la estación de La Almozara. 
En 1941, la nacionalización del ferrocarril en España supuso la integración de ambas compañías en la recién creada RENFE. Entre al menos 1977 y 1983 existió un servicio desde Zaragoza-El Portillo prestado por un Ferrobús que, vía Calatayud, Daroca y Caminreal, enlazaba con Teruel. Este servicio tenía una duración de 4 horas y 56 minutos. La década de 1980 trajo la electrificación del tramo Calatayud-Casetas y la incorporación de una nueva variante.
Desde el 31 de diciembre de 2004 Renfe Operadora explota la línea mientras que Adif es la titular de las instalaciones ferroviarias.
El 11 de junio de 2008, con ocasión de la Exposición Universal, se integró el barrio de Casetas en la red de Cercanías Zaragoza. Para ello se construyó una nueva estación de viajeros a escasos metros de la antigua, sobre el andén del lado Castejón.

## La estación
Aunque conserva la antigua y sencilla estación de MZA, ha sido dotada de un moderno edificio de viajeros de hormigón y cristal para atender sus nuevas funciones como estación de cercanías. Dispone de una pasarela para salvar las vías y de un aparcamiento situado en el exterior del recinto. 

## Servicios ferroviarios

### Media Distancia
La buena situación ferroviarias de Casetas le permite amplias conexiones de Media Distancia que tienen como principales destinos Madrid, Zaragoza, Burgos, Logroño o Calatayud. Para ello Renfe emplea tanto trenes Regionales como Regional Exprés.
| Línea MD | Trenes          | Origen/Destino           |  | Destino/Origen                        |
| -------- | --------------- | ------------------------ |  | ------------------------------------- |
|          | Regional Exprés | Burgos                   |  | Zaragoza-Miraflores                   |
|          | Regional Exprés | Castejón de Ebro Logroño |  | Zaragoza-Miraflores Zaragoza-Delicias |
|          | Regional        | Madrid-Chamartín         |  | Zaragoza-Miraflores                   |
| '        | Regional        | Arcos de Jalón Calatayud |  | Zaragoza-Miraflores                   |

### Cercanías
La estación forma parte de la línea C−1 de la red de Cercanías Zaragoza operada por Renfe. Unos veinte trenes diarios en cada sentido enlazan Casetas con Miraflores en un trayecto que suele cubrirse en 20 minutos.